# Nördliche Baaralb und Donau bei Immendingen
Das FFH-Gebiet Nördliche Baaralb und Donau bei Immendingen ist ein 2005 durch das Regierungspräsidium Freiburg nach der Richtlinie 92/43/EWG (Fauna-Flora-Habitat-Richtlinie) angemeldetes Schutzgebiet (SG-Nummer DE-8017-341) im Süden des deutschen Landes Baden-Württemberg. Mit Verordnung des Regierungspräsidiums Freiburg vom 25. Oktober 2018 (in Kraft getreten am 11. Januar 2019), wurde das Schutzgebiet ausgewiesen.

## Lage
Das rund 2.529 Hektar (ha) große Schutzgebiet „Nördliche Baaralb und Donau bei Immendingen“ gehört zu den Naturräumen Baar und Baaralb und Oberes Donautal.
Seine 15 Teilgebiete liegen auf den Gemarkungen der Städte und Gemeinden Geisingen, Immendingen, Talheim und Tuttlingen im Landkreis Tuttlingen (2.301,5 ha) sowie Bad Dürrheim und Donaueschingen im Schwarzwald-Baar-Kreis (252,9 ha).

## Beschreibung
Beschrieben wird das Schutzgebiet als „Tal der Donau mit angrenzenden Wiesen von Gutmadingen bis Möhringen, ausgedehnten Buchenwäldern mit Reliktstandorten am Albtrauf sowie auf der Hochfläche, artenreichen Magerrasen und großflächigen Mähwiesen“.

### Lebensräume
|                                  |                                  |  |      |      |
| Laubwald                         | Laubwald                         |  | 41 % | 41 % |
| Mischwald                        | Mischwald                        |  | 29 % | 29 % |
| Nadelwald                        | Nadelwald                        |  | 5 %  | 5 %  |
| Feuchtes und mesophiles Grünland | Feuchtes und mesophiles Grünland |  | 20 % | 20 % |
| Trockengelegtes Grünland         | Trockengelegtes Grünland         |  | 1 %  | 1 %  |
| Heide, Steppe, Trockenrasen      | Heide, Steppe, Trockenrasen      |  | 2 %  | 2 %  |
| Anderes Ackerland                | Anderes Ackerland                |  | 2 %  | 2 %  |
|                                  |                                  |  |      |      |

## Schutzzweck
Wesentlicher Schutzzweck ist die Erhaltung eines vielfach naturnahen Flusslaufs mit bedeutenden Fischvorkommen, hervorragenden Magerrasen mit zahlreichen Reliktarten (Bergkronwicken-Widderchen, Buchs-Kreuzblume, Narzissen-Windröschen und Rosmarin-Seidelbast), steinzeitlichen Fliehburgen und der Donauversinkung.

### Lebensraumtypen
Folgende Lebensraumtypen nach Anhang I der FFH-Richtlinie kommen im Gebiet vor:
| EU Code | * | Lebensraumtyp (offizielle Bezeichnung)                                                                                             | Kurzbezeichnung                                              |
| ------- | - | --- | ------------------------------------------------------------ |
| 3140    |   | Oligo- bis mesotrophe kalkhaltige Gewässer mit benthischer Vegetation aus Armleuchteralgen                                         | Kalkreiche, nährstoffarme Stillgewässer mit Armleuchteralgen |
| 3150    |   | Natürliche eutrophe Seen mit einer Vegetation des Magnopotamions oder Hydrocharitions                                              | Natürliche nährstoffreiche Seen                              |
| 3260    |   | Flüsse der planaren bis montanen Stufe mit Vegetation des Ranunculion fluitantis und des Callitricho-Batrachion                    | Fließgewässer mit flutender Wasservegetation                 |
| 3270    |   | Flüsse mit Schlammbänken mit Vegetation des Chenopodion rubri p.p. und des Bidention p.p.                                          | Schlammige Flussufer mit Pioniervegetation                   |
| 5130    |   | Formationen von Juniperus communis auf Kalkheiden und -rasen                                                                       | Wacholderheiden                                              |
| 6110    | * | Lückige basophile oder Kalk-Pionierrasen (Alysso-Sedion albi)                                                                      | Kalk-Pionierrasen                                            |
| 6210    | * | Naturnahe Kalk-Trockenrasen und deren Verbuschungsstadien (Festuco-Brometalia) (*besondere Bestände mit bemerkenswerten Orchideen) | Kalk-Magerrasen – orchideenreiche Bestände*                  |
| 6430    |   | Feuchte Hochstaudenfluren der planaren und montanen bis alpinen Stufe                                                              | Feuchte Hochstaudenfluren                                    |
| 6510    |   | Magere Flachland-Mähwiesen (Alopecurus pratensis, Sanguisorba officinalis)                                                         | Magere Flachland-Mähwiesen                                   |
| 6520    |   | Berg-Mähwiesen | Berg-Mähwiesen                                               |
| 7220    | * | Kalktuffquellen (Cratoneurion) | Kalktuffquellen                                              |
| 7230    |   | Kalkreiche Niedermoore | Kalkreiche Niedermoore                                       |
| 8160    | * | Kalkhaltige Schutthalden der collinen bis montanen Stufe Mitteleuropas                                                             | Kalkschutthalden                                             |
| 9130    |   | Waldmeister-Buchenwald (Asperulo-Fagetum)                                                                                          | Waldmeister-Buchenwald                                       |
| 9150    |   | Mitteleuropäischer Orchideen-Kalk-Buchenwald (Cephalanthero-Fagion)                                                                | Orchideen-Buchenwälder                                       |
| 9180    | * | Schlucht- und Hangmischwälder (Tilio-Acerion)                                                                                      | Schlucht- und Hangmischwälder                                |
| 91E0    | * | Auen-Wälder mit Alnus glutinosa und Fraxinus excelsior (Alno-Padion, Alnion incanae, Salicion albae)                               | Auenwälder mit Erle, Esche, Weide                            |

### Arteninventar
Folgende Arten von gemeinschaftlichem Interesse kommen im Gebiet vor:
| Bild               | EU Code | * | Art                | wissenschaftlicher Name | Artengruppe           |
| ------------------ | ------- | - | ------------------ | ----------------------- | --------------------- |
| Bitterling         | 1134    |   | Bitterling         | Rhodeus sericeus        | Fische und Rundmäuler |
| Groppe             | 1163    |   | Groppe             | Cottus gobio            | Fische und Rundmäuler |
| Biber              | 1337    |   | Biber              | Castor fiber            | Säugetiere            |
| Grünes Besenmoos   | 1381    |   | Grünes Besenmoos   | Dicranum viride         | Moose                 |
| Gelber Frauenschuh | 1902    |   | Gelber Frauenschuh | Cypripedium calceolus   | Pflanzen              |

### Zusammenhängende Schutzgebiete
Folgende Naturschutzgebiete sind Bestandteil des FFH-Gebiets:
- Albtrauf-Baar
- Stäudlin-Hornenberg